# Acanthermia pallida
Acanthermia pallida är en fjärilsart som beskrevs av William Schaus 1906. Acanthermia pallida ingår i släktet Acanthermia och familjen nattflyn. Inga underarter finns listade i Catalogue of Life.